# Chevennes
Chevennes é uma comuna francesa na região administrativa de Altos da França, no departamento de Aisne. Estende-se por uma área de 6,06 km². Em 2010 a comuna tinha 124 habitantes (densidade: 20,5 hab./km²).